# العلاقات السعودية البوروندية
العلاقات السعودية البوروندية هي العلاقات الثنائية التي تجمع بين السعودية وبوروندي.

## مقارنة بين البلدين
هذه مقارنة عامة ومرجعية للدولتين:
| وجه المقارنة                                              | السعودية        | بوروندي                                    |
| --------------------------------------------------------- | --------------- | ------------------------------------------ |
| المساحة (كم2)                                             | 2.25 مليون      | 27.83 ألف                                  |
| عدد السكان (نسمة)                                         | 33.00 مليون     | 10.86 مليون                                |
| الكثافة السكانية (ن./كم²)                                 | 14.67           | 390.23                                     |
| العاصمة                                                   | الرياض، الدرعية | بوجومبورا، جيتيغا                          |
| اللغة الرسمية                                             | اللغة العربية   | اللغة الكيروندية، لغة فرنسية، لغة إنجليزية |
| العملة                                                    | ريال سعودي      | فرنك بوروندي                               |
| الناتج المحلي الإجمالي (بليون دولار)                      | 683.83 مليار    | 3.48 مليار                                 |
| الناتج المحلي الإجمالي (تعادل القوة الشرائية) بليون دولار | 1.69 تريليون    | 8.13 مليار                                 |
| الناتج المحلي الإجمالي الاسمي للفرد دولار أمريكي          | 20.48 ألف       | 277                                        |
| الناتج المحلي الإجمالي للفرد دولار أمريكي                 | 52.01 ألف       | 77                                         |
| مؤشر التنمية البشرية                                      | 0.837           | 0.400                                      |
| رمز المكالمات الدولي                                      | +966            | +257                                       |
| رمز الإنترنت                                              | .sa             | .bi                                        |
| المنطقة الزمنية                                           | ت ع م+03:00     | ت ع م+02:00                                |

## منظمات دولية مشتركة
يشترك البلدان في عضوية مجموعة من المنظمات الدولية، منها:
| علم المنظمة | اسم المنظمة                               | تاريخ انضمام السعودية | تاريخ انضمام بوروندي |
| ----------- | ----------------------------------------- | --------------------- | -------------------- |
|             | يونسكو                                    | 4 نوفمبر 1946         | 16 نوفمبر 1962       |
|             | البنك الدولي للإنشاء والتعمير             | 26 أغسطس 1957         | 28 سبتمبر 1963       |
|             | منظمة حظر الأسلحة الكيميائية              | ?                     | ?                    |
|             | الأمم المتحدة                             | 24 أكتوبر 1945        | 18 سبتمبر 1962       |
|             | مؤسسة التمويل الدولية                     | 18 سبتمبر 1962        | 28 نوفمبر 1979       |
|             | المركز الدولي لتسوية المنازعات الاستشارية | 7 يونيو 1980          | 5 ديسمبر 1969        |
|             | وكالة ضمان الاستثمار متعدد الأطراف        | 12 أبريل 1988         | 10 مارس 1998         |
|             | الاتحاد البريدي العالمي                   | ?                     | ?                    |
|             | مؤسسة التنمية الدولية                     | 30 ديسمبر 1960        | 28 سبتمبر 1963       |
|             | منظمة الشرطة الجنائية الدولية             | 13 يونيو 1956         | ?                    |
|             | منظمة التجارة العالمية                    | 11 نوفمبر 2005        | 23 يوليو 1995        |
|             | البنك الإفريقي للتنمية                    | 4 أغسطس 1963          | ?                    |
|             | الاتحاد الدولي للاتصالات                  | 7 فبراير 1949         | 16 فبراير 1963       |

## وصلات خارجية
- موقع وزارة الخارجية السعودية